# Trysteń
Trysteń (ukr. Тристень) – wieś na Ukrainie, w obwodzie wołyńskim, w rejonie rożyszczeńskim. W 2001 roku liczyła 586 mieszkańców.